# Regierungsstatthalter
Regierungsstatthalter sind in einigen Kantonen der Schweiz die Vertreter der Kantonsregierung auf Bezirksebene. In anderen Kantonen heissen sie Statthalter oder Oberamtmann, in Luzern früher auch Amtsstatthalter.

## Kanton Bern

### Aufbau

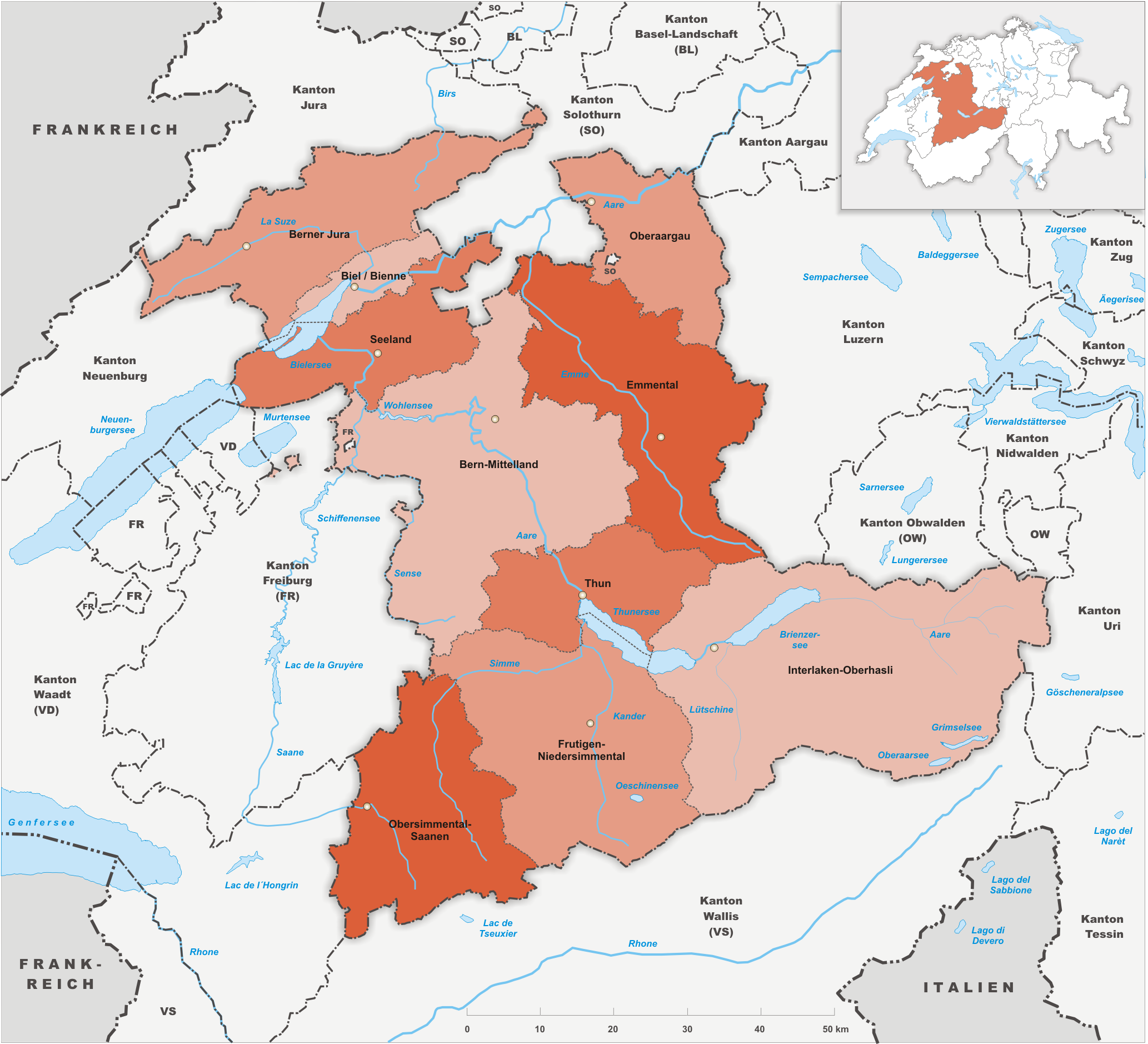
Verwaltungskreise des Kantons Bern ab 2010

Im Kanton Bern waren die Regierungsstatthalter (frz. Préfet, Préfète) bis zum 31. Dezember 2009 zuständig für je einen der 26 Amtsbezirke. Mit Abstimmung vom 24. September 2006 hat das Volk des Kantons Bern mit einer Mehrheit von 58,3 % einer Neuordnung der Verwaltungsregionen und -kreise zugestimmt. Diese Reform führte zur Schaffung von fünf Verwaltungsregionen und zehn Verwaltungskreisen. Entsprechend gibt es seit dem 1. Januar 2010 im Kanton Bern nur noch zehn Regierungsstatthalterämter:
| Regierungsstatthalteramt Verwaltungskreis | BFS-Nr. |
| ----------------------------------------- | ------- |
| Berner Jura                               | 0241    |
| Bern-Mittelland                           | 0246    |
| Emmental                                  | 0245    |
| Oberaargau                                | 0244    |
| Frutigen-Niedersimmental                  | 0249    |
| Interlaken-Oberhasli                      | 0250    |
| Obersimmental-Saanen                      | 0248    |
| Thun                                      | 0247    |
| Biel/Bienne                               | 0242    |
| Seeland                                   | 0243    |

### Aufgaben
Die Regierungsstatthalter des Kantons Bern erteilen beispielsweise Baubewilligungen, entscheiden über Beschwerden gegen Entscheide der Gemeinden, beaufsichtigen die Verwaltung, die Feuerwehren, Polizeibehörden der Einwohnergemeinden, Burgergemeinden und Kirchgemeinden. Sie sind zudem für die Bearbeitung von Erbfällen zuständig. In Katastrophenfällen dienen sie als Koordinationsstelle.
Vor der Revision des Vormundschaftsrechts waren sie zudem für die Anordnung des fürsorgerischen Freiheitsentzugs (heute «fürsorgerische Unterbringung») zuständig. Heute obliegt diese Tätigkeit den Kinder- und Erwachsenenschutzbehörden (KESB).

### Wahl
Die Regierungsstatthalter werden von den Stimmberechtigten des jeweiligen Verwaltungskreises (bzw. früher des Amtsbezirks) für eine Amtsdauer von vier Jahren gewählt. Die Wiederwahl ist unbeschränkt möglich.

## Kanton Luzern
Im Kanton Luzern wurde 1831 das Amt des «Amtsstatthalters» geschaffen, der die Kantonsregierung in jedem der fünf Ämter (Bezirke) vertrat. Seine Vorgänger in der Helvetik (1798–1803) waren der «Distriktsstatthalter», in der Mediation (1803–1814) der «Amtmann» und in der Restauration (1814–1830) der «Oberamtmann». Während der Amtsstatthalter zuerst auch administrative Aufgaben wie Tanzbewilligungen etc. ausübte, wurde die untersuchungsrichterliche Tätigkeit mit der Zeit zum hauptsächlichen Aufgabengebiet. Als Folge der 2011 in Kraft getretenen eidgenössischen Strafprozessordnung wurden die Amtsstatthalter im gleichen Jahr auf der Grundlage des neuen kantonalen Justizgesetzes durch Staatsanwälte abgelöst.
Für die Aufsicht über die Gemeinden wurde dem Amtsstatthalter 1849 ein «Amtsgehilfe» beigegeben. Diese Bezeichnung wurde erst 1963 durch «Regierungsstatthalter» ersetzt. Zu deren Aufgaben gehörte die Finanzaufsicht über die Gemeinden und Behörden ihres Amtes sowie die Aufsicht im Zivilstands-, Vormundschafts- und Erbschaftswesen. Sie waren überdies die erste Entscheidungsinstanz für Adoptionen, den Entzug der elterlichen Sorge und die fürsorgerische Freiheitsentziehung. Nach einer Volksabstimmung wurden die Regierungsstatthalter auf Mitte 2014 abgeschafft; ihre Aufgaben übernahmen einerseits die Gemeinden selber, andererseits das kantonale Amt für Gemeinden.
Überdies hiess bis 2007 der Vizepräsident des Luzerner Regierungsrates Statthalter, während der oder die Vorsitzende Schultheiss genannt wurde.